# Балінт Галантаї
Балінт Галантаї (нар. 14 лютого 1932) — угорський борець. На Літніх Олімпійських іграх 1956 року він брав участь у легкій вазі серед чоловіків у напівлегкій вазі.